# Sugmärke

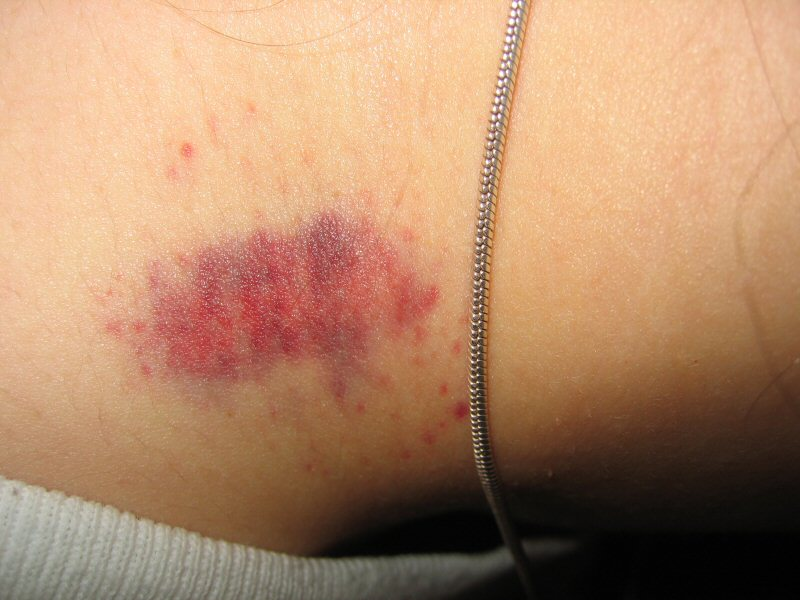
Ett sugmärke.

Sugmärke är ett rött eller lila märke på huden skapat genom sugning med munnen. Suget orsakar små blödningar under huden, liknande blåmärken. Sugmärket är i normalfallet synligt i 2–3 dygn.